# Туризм в Бангладеш
Туризм в Бангладеш — одна из важных составляющих бюджета страны. Туристическая отрасль экономики обслуживает как бангладешцев, так и иностранных гостей. Её развитию, однако, препятствуют недостатки инфраструктуры и сервиса, перенаселение и религиозные предрассудки местного населения.

## Туризм
Туристические достопримечательности Бангладеш включают в себя археологические памятники, исторические мечети, курорты, пляжи, леса и дикую природу. В Бангладеш есть возможности и условия для рыбной ловли, катания на водных лыжах, морского круиза, пешего туризма, гребли, серфинга, парусного спорта и купания в море. На севере страна граничит с Индией, а на юге расположен Бенгальский залив. На западе лежит обширная Индо-Гангская равнина и проходит граница с Западной Бенгалией (штатом Индии), на востоке расположены непроходимые леса Мьянмы (штат Ракхайн).

## Шоппинг
С точки зрения шоппинга, Бангладеш интересен изделиями из ткани, дерева и металла, особыми холодными матами под названием шитал пати и прочими изделиями кустарных мастеров. В стране расположен 12-й в мире по размеру торговый центр.